# Cerro Cabrillo
Il Cerro Cabrillo, conosciuto anche come Cabrillo Peak, è un neck, ossia un collo vulcanico, situato nella parte orientale del Morro Bay State Park, nei pressi della città costiera californiana di Morro Bay, nella contea di San Luis Obispo.

## Geografia
Il rilievo si trova, come detto, all'interno del Morro Bay State Park e fa parte della catena di neck chiamata Nine Sisters, che si estende tra Morro Bay e la cittadina di San Luis Obispo.

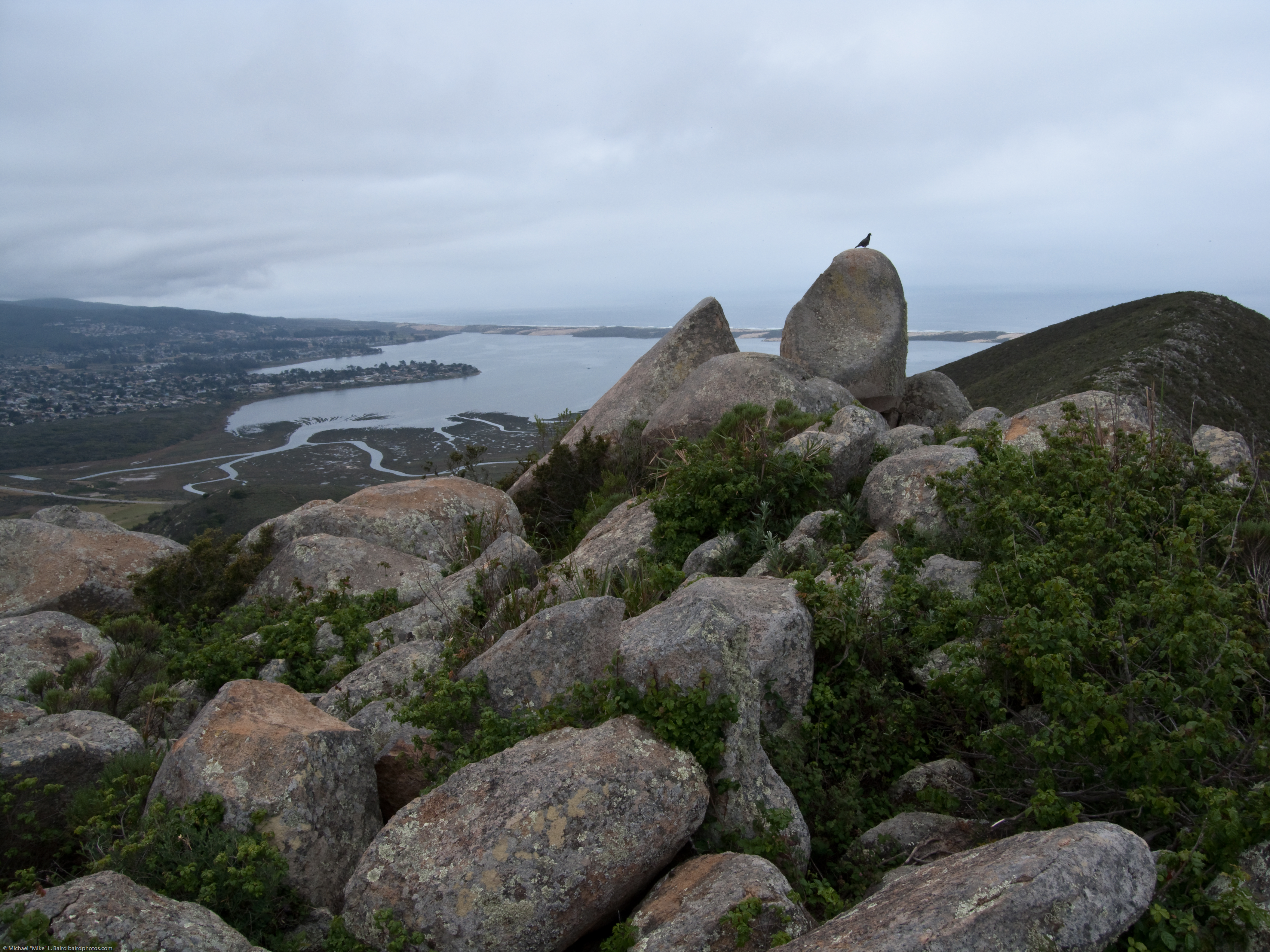
La cima del Cerro Cabrillo.

Il Cerro Cabrillo risale a circa 20 milioni di anni fa, periodo in cui la regione era ancora vulcanicamente attiva. Gli affioramenti rocciosi in superficie sono quasi completamente costituiti da riodacite, una roccia effusiva di composizione felsica, a testimoniare l'origine del rilievo che si è formato quando il magma proveniente dal sottosuolo si è solidificato all'interno del cono vulcanico che, in quanto costituito da rocce più morbide, è stato poi completamente cancellato dall'erosione dei vari agenti esogeni.
Sul versante orientale è presente una formazione rocciosa chiamata Tiki Rock a causa della sua somiglianza con un tiki polinesiano.
Il Cerro Cabrillo è stato così chiamato in onore dei Juan Rodríguez Cabrillo, un esploratore spagnolo, primo europeo a esplorare la costa californiana nel 1542.

## Accesso
Le salite e la cima del Cerro Cabrillo sono popolari tra gli escursionisti e gli alpinisti che visitano il Morro Bay State Park.
I suoi fianchi ospitano molte specie di piante selvatiche del chaparral, ossia della vegetazione arbustiva sempreverde simile alla vegetazione mediterranea che cresce in California, come ad esempio l'Acmispon glaber, il Chlorogalum pomeridianum e la Sidalcea hickmanii.